# Yamuna
De Yamuna (Sanskriet: यमुना, soms ook Jamuna of Jumna genoemd) is een rivier in Noord-India. Het is de grootste zijrivier van de Ganges (als de Brahmaputra niet wordt meegeteld). De rivier is, net als de Ganges, heilig voor Hindoes.
De Yamuna werd door de Grieken Ioames genoemd en door de Romeinen Jomanes. Deze rivier moet niet verward worden met de Jamuna, de belangrijkste tak van de Brahmaputra in Bangladesh.

## Rivierloop
De bron van de Yamuna is bij Yamunotri in het district Uttarkashi, in de deelstaat Uttarakhand in Noord-India, een dagreis ten noorden van de heilige stad, Haridwar in het Himalaya gebergte. Yamunotri ligt op een hoogte van 3.235 meter boven de zeespiegel. De bron van de Yamuna ligt nog 1 kilometer dalopwaarts, op een hoogte van 4.421 meter. De Yamuna wordt gevoed door de Yamunotrigletsjers aan de westkant van de Bandarpoochh piek op 6.315 meter. Vanaf Yamunotri stroomt de rivier naar het zuiden, parallel aan de Ganges die verder naar het oosten stroomt. De rivier stroomt dan op de grens tussen de deelstaten Haryana en Uttar Pradesh, kort onderbroken doordat ze door Delhi stroomt. Daarna stroomt ze verder naar het zuiden langs Mathura en Agra, om dan een meer zuidoostelijke richting aan te nemen. Bij Allahabad komt ze uit in de Ganges.
Zijrivieren van de Yamuna zijn de Tons, de Chambal, de Betwa, de Sindh en de Ken. In het verleden is gestart met de aanleg van een kanaal tussen de Yamuna en de Sutlej, maar dit project is op controverse gestuit en werd stilgelegd.

## Betekenis voor het Hindoeïsme
De oorsprong is de verblijfplaats van de riviergodin, Yamuna, en is tevens een van vier doelen voor de Indiase, Char Dham pelgrimage. Volgens de legende is de riviergodin Yamuna (ook wel Yami genoemd) de zuster van de doodsgodin Yama, en de dochter van Surya, de Zonnegod. De rivier wordt in verband gebracht met legendes over Krishna.

## Oude rivierloop
Van de Yamuna wordt weleens vermoed dat het ooit een zijrivier van de uitgedroogde Ghaggar-Hakra was. Pas na een serie aardbevingen zou de rivier zijn loop oostwaarts verlegd hebben, om een zijrivier van de Ganges te worden.

## Natuur langs de Yamuna
De Yamuna vormt de westelijke grens van het leefgebied van de Aziatische olifant. De bossen langs de benedenloop van de rivier vormen ideale corridors voor de olifanten. De bossen langs de Yamuna bestaan uit salaboom, acacia en palissander. In de Siwaliks bij Saharanpur groeit vooral chirdennenbos.

## Verontreiniging
De Yamuna is een van de meest vervuilde rivieren ter wereld. Vooral in Delhi en het omliggende gebieden worden enorme hoeveelheden afval in de rivier geloosd. Hoewel vaak geprobeerd is iets hieraan te doen, heeft dit weinig opgeleverd. Dit komt door de enorme bevolkingsdichtheid (vooral rond Delhi), het illegaal dumpen van allerlei afval, de lakse houding van de overheid en slechte organisatie van projecten om iets aan de waterkwaliteit te doen. Het feit dat in de rivier negen maanden per jaar vrijwel geen stroming staat maakt de situatie erger. Geschat wordt dat alleen Delhi rond de 3.296 MLD (miljoen liters per dag) rioolwater in de rivier loost.
De Indiase regering heeft ondertussen nieuwe plannen aangekondigd om de rioleringen te verbeteren. Het Indiase Ministry of Environment and Forests heeft in steden en dorpen langs de Yamuna sinds 1993 een actieplan lopen. Dit plan wordt gesponsord door een Japans fonds voor ontwikkelingshulp. Einde maart 2017 verleende het Hooggerechtshof van de Indiase deelstaat Uttarakhand rechtspersoonlijkheid aan twee rivieren, de Ganges en de Yamuna. In de praktijk wordt de handhaving echter in handen gelegd van dezelfde overheid die het riviermilieu niet wist te vrijwaren.